# رود نیولس
رود نیولس (انگلیسی: Niols) یک رودخانه در سرزمین پرم کشور روسیه است.